# Freja: illustrerad skandinavisk modetidning

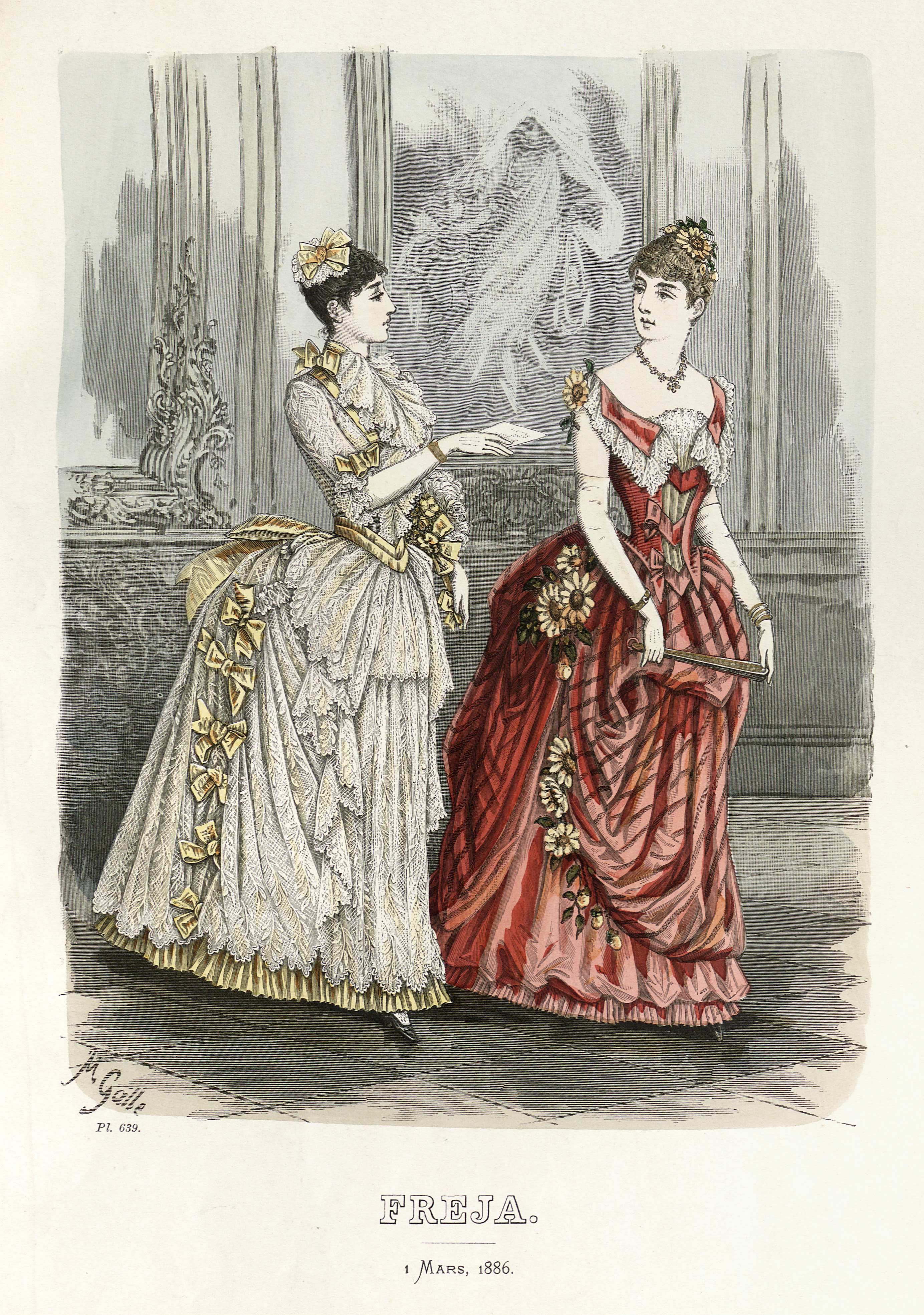
Freja- illustrerad skandinavisk modetidning 1886, illustration nr 5.

Freja: illustrerad skandinavisk modetidning var en illustrerad svensk modetidning, som utgavs mellan 1873 och 1902. 
Det var en svensk utgåva av den framgångsrika tyska modetidningen Die Modenwelt (1868-1902), som hade många utländska utgåvor och publicerade sig under olika namn i både Frankrike, USA och Brasilien.

## Bilder

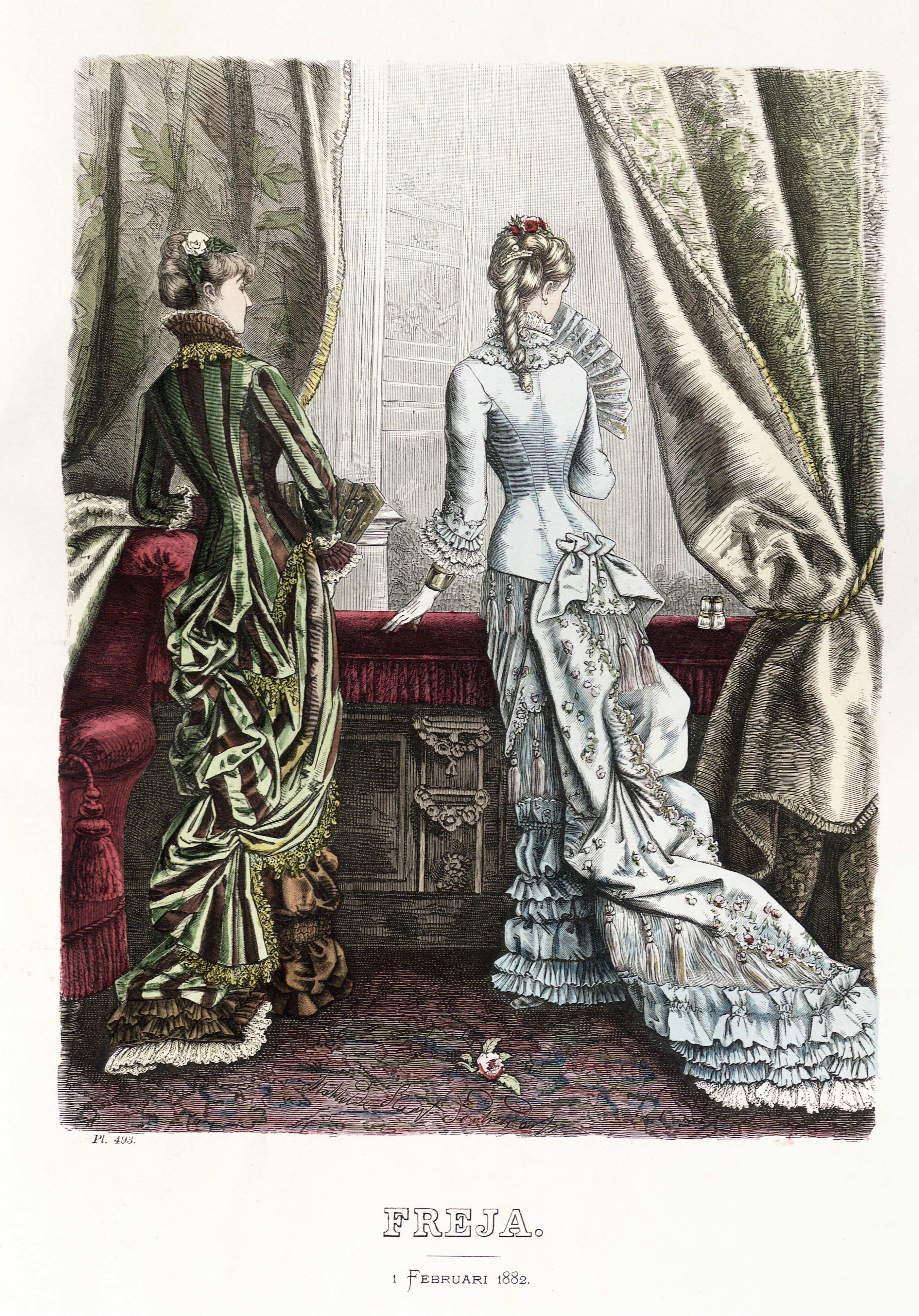
Freja- illustrerad skandinavisk modetidning 1882, illustration nr 3.
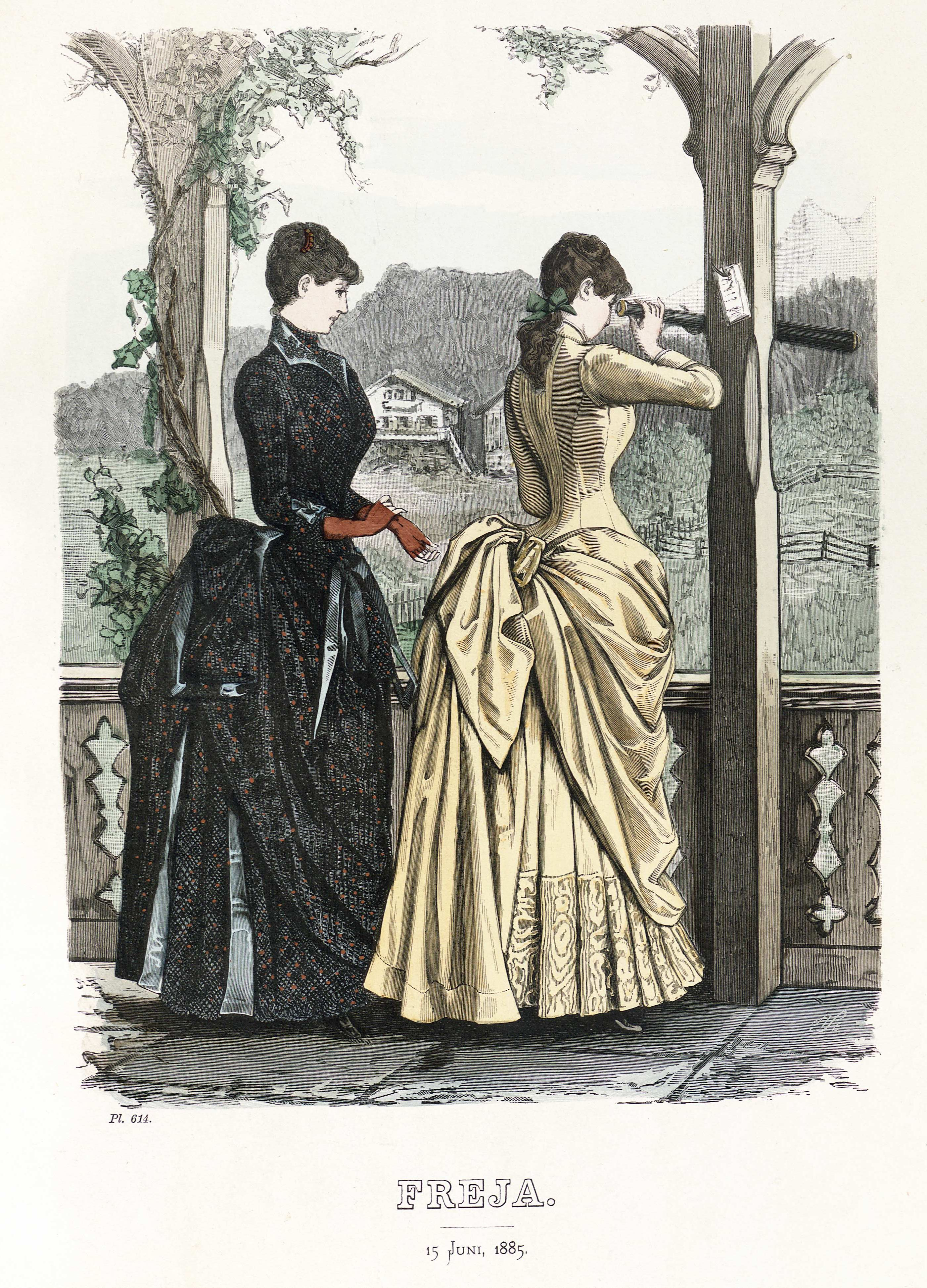
Freja- illustrerad skandinavisk modetidning 1885, illustration nr 12
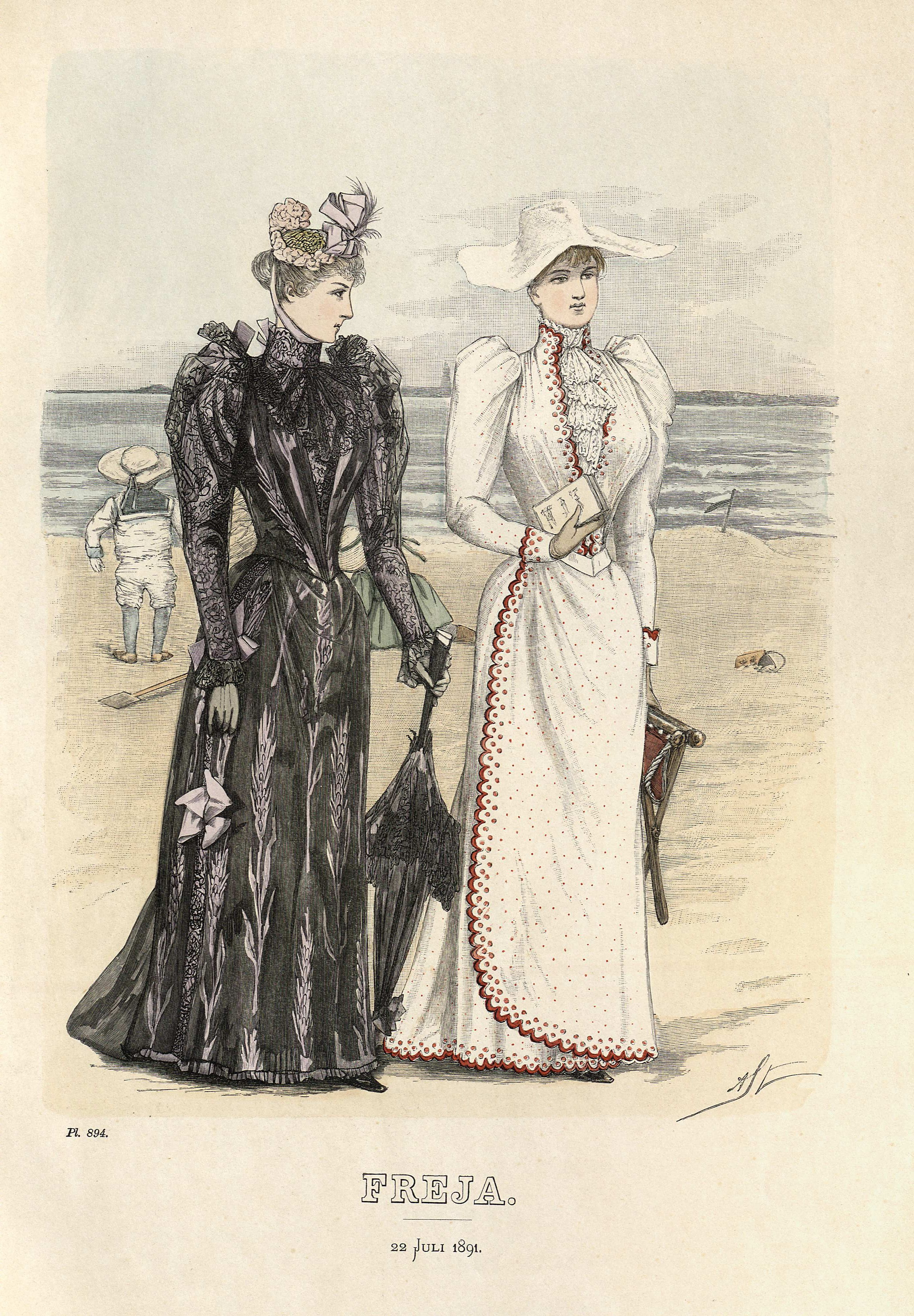
Freja- illustrerad skandinavisk modetidning 1891, illustration nr 14.
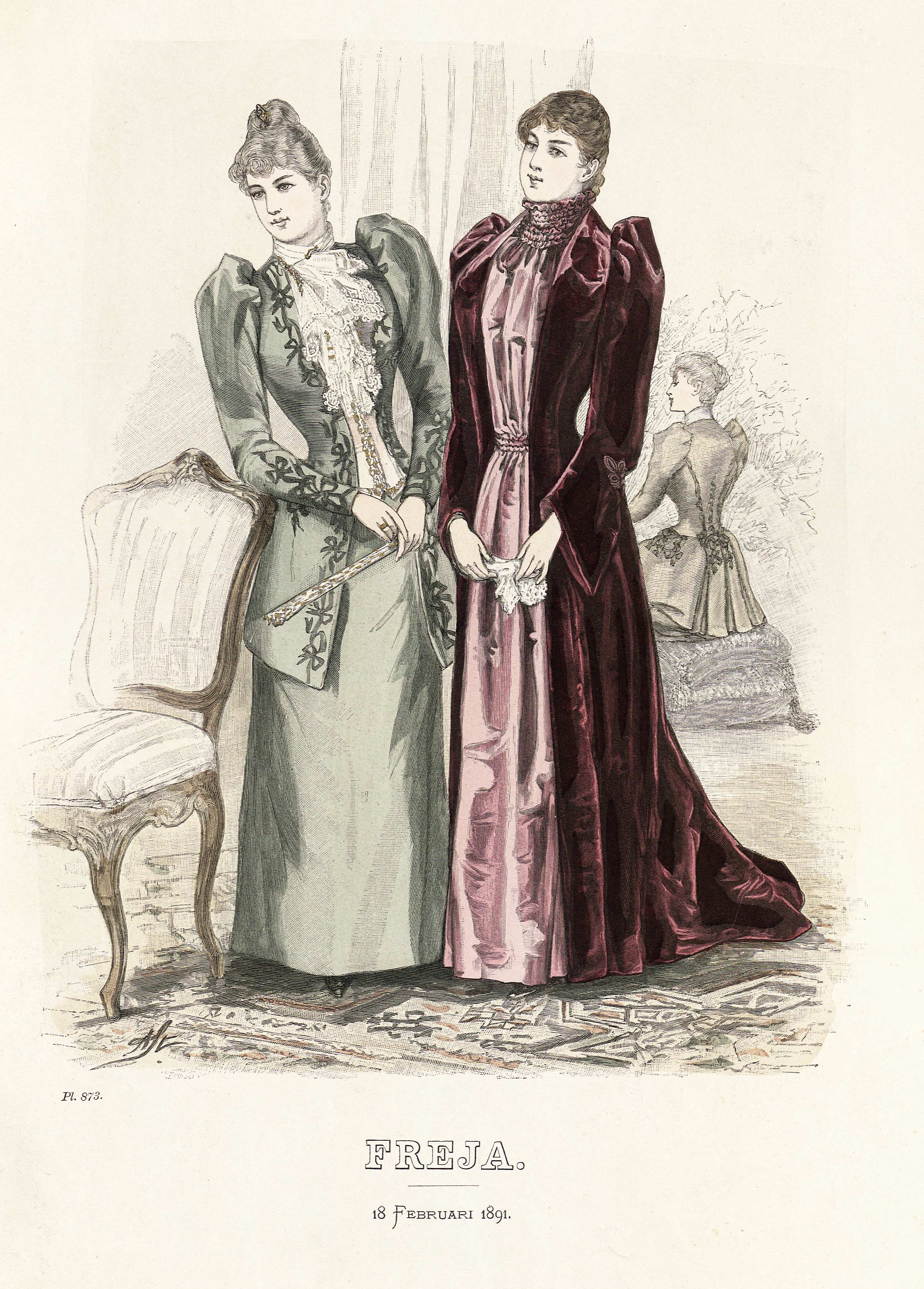
Freja- illustrerad skandinavisk modetidning 1891, illustration nr 4
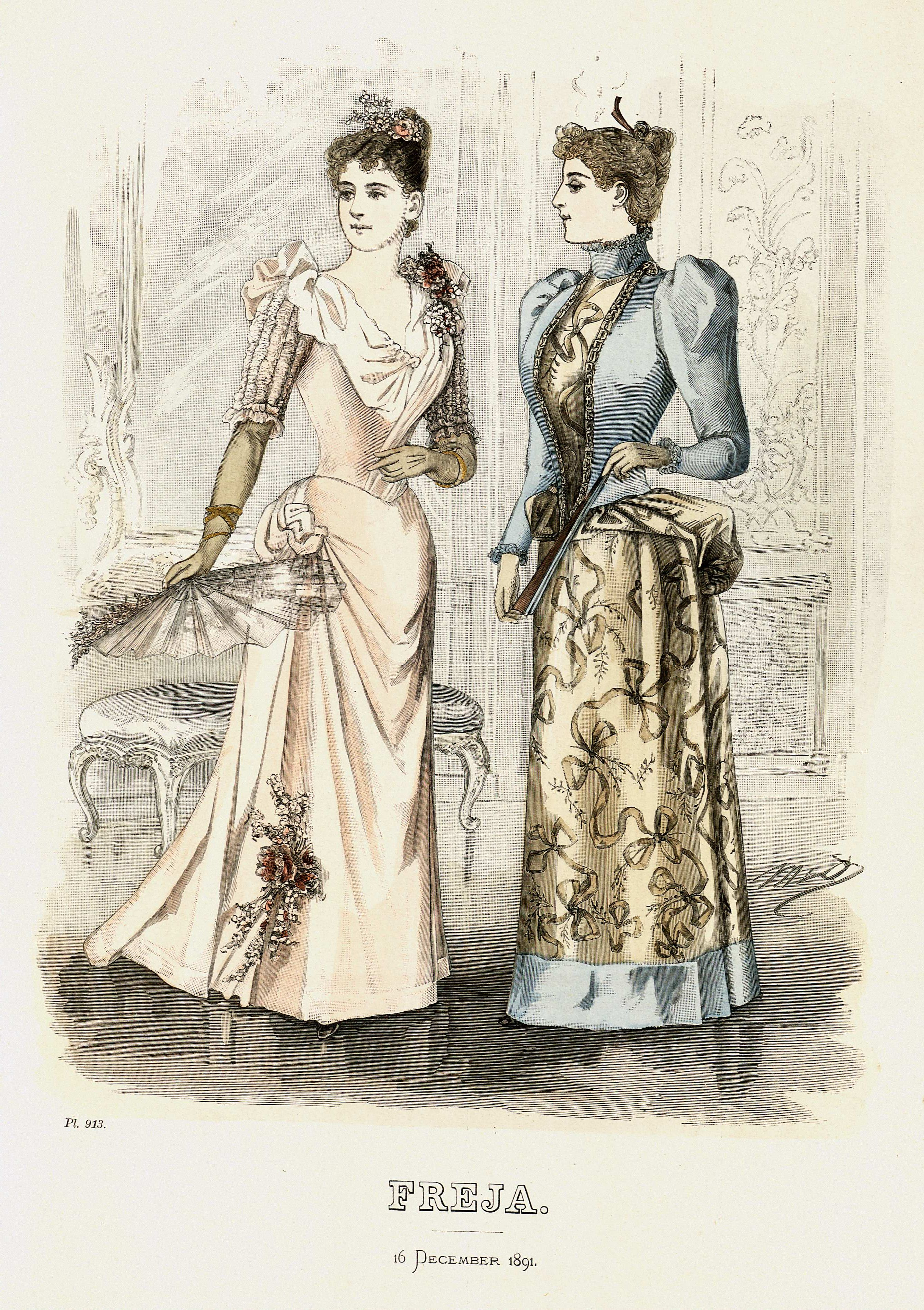
Freja- illustrerad skandinavisk modetidning 1891, illustration nr 22.